# Leichtathletik-Junioreneuropameisterschaften 2005
| 18. Leichtathletik-Junioreneuropameisterschaften | 18. Leichtathletik-Junioreneuropameisterschaften |
| ------------------------------------------------ | ------------------------------------------------ |
| Das S.Dariaus-und-S.Girėnas-Stadion              |                                                  |
| Stadt                                            | Kaunas, Litauen                                  |
| Stadion                                          | S.Dariaus-und-S.Girėnas-Stadion                  |
| Teilnehmende Länder                              | 44                                               |
| Teilnehmende Athleten                            | ca. 1000                                         |
| Wettbewerbe                                      | 44                                               |
| Eröffnung                                        | 21. Juli 2005                                    |
| Schlussfeier                                     | 24. Juli 2005                                    |
| Eröffnet durch                                   |                                                  |

Die 18. Leichtathletik-Junioreneuropameisterschaften fanden vom 21. bis 24. Juli 2005 in Kaunas (Litauen) im S.Dariaus-und-S.Girėno-Stadion der Sportuniversität Litauens statt. 
Etwa 1000 Sportler kamen aus 44 Ländern, die größten Mannschaften sandten Frankreich, Deutschland, Polen und Russland.
Von den über 80 vom DLV nominierten Athleten, konnten nur 78 antreten.
In der Nationenwertung lag Russland mit 233 Punkten vor Deutschland (162), das wiederum vor Polen (148) lag.

## Ergebnisse

### Männer

#### 100 m
| Platz | Athlet            | Land | Zeit (s) |
| ----- | ----------------- | ---- | -------- |
| 1     | Craig Pickering   | GBR  | 10,51    |
| 2     | Simeon Williamson | GBR  | 10,52    |
| 3     | Alex Nelson       | GBR  | 10,60    |
| 4     | Desislaw Gunew    | BUL  | 10,67    |
| 5     | Visa Hongisto     | FIN  | 10,76    |
| 6     | Dariusz Kuć       | POL  | 10,84    |
| 7     | Fabian Ziółkowski | POL  | 10,90    |
|       | Ruslan Abbasow    | AZE  | DNS      |

#### 200 m
| Platz | Athlet               | Land | Zeit (s) |
| ----- | -------------------- | ---- | -------- |
| 1     | Daniel Schnelting    | GER  | 21,12    |
| 2     | Julian Thomas        | GBR  | 21,17    |
| 3     | Wade Bennett-Jackson | GBR  | 21,41    |
| 4     | Visa Hongisto        | FIN  | 21,42    |
| 5     | Dmytro Ostrowskyy    | UKR  | 21,47    |
| 6     | Marek Niit           | EST  | 21,47    |
| 7     | Somto Eruchie        | GBR  | 21,56    |
| 8     | Arnout Matthys       | BEL  | 21,76    |

#### 400 m
| Platz | Athlet                | Land | Zeit (s) |
| ----- | --------------------- | ---- | -------- |
| 1     | Željko Vincek         | CRO  | 46,14    |
| 2     | Martyn Rooney         | GBR  | 46,56    |
| 3     | Dimítrios Régas       | GRE  | 46,79 PB |
| 4     | Kacper Kozłowski      | POL  | 46,87    |
| 5     | Artjom Sergejenkow    | RUS  | 47,01 PB |
| 6     | Aleksandr Sigalowskij | RUS  | 47,31    |
| 7     | Joni Jaako            | SWE  | 47,36    |
| 8     | Richard Buck          | GBR  | 48,01    |

#### 800 m
| Platz | Athlet             | Land | Zeit (min) |
| ----- | ------------------ | ---- | ---------- |
| 1     | Mattias Claesson   | SWE  | 1:49,58    |
| 2     | Lukas Rifesser     | ITA  | 1:50,79    |
| 3     | Steve Fennell      | GBR  | 1:50,85    |
| 4     | Dávid Takács       | HUN  | 1:51,00    |
| 5     | Dmitrijs Jurkevičs | LAT  | 1;51,19    |
| 6     | Richard Hill       | GBR  | 1:51,37    |
| 7     | Jozef Repčík       | SVK  | 1:52,84    |
| 8     | Michael Rimmer     | GBR  | 1:53,16    |

#### 1500 m
| Platz | Athlet             | Land | Zeit (min) |
| ----- | ------------------ | ---- | ---------- |
| 1     | Colin Costello     | IRL  | 3:45,25 PB |
| 2     | Daniel D'Arcy      | IRL  | 3:46,07    |
| 3     | Adrian Danilewicz  | POL  | 3:47,22 SB |
| 4     | Luis Alberto Marco | ESP  | 3:48,00 PB |
| 5     | Claudiu Petruş     | ROU  | 3:48,34    |
| 6     | Wolodymyr Kyz      | UKR  | 3:48,77    |
| 7     | Marcin Lewandowski | POL  | 3:49,08    |
| 8     | Rico Loy           | GER  | 3:49,57    |

#### 5000 m
| Platz | Athlet           | Land | Zeit (min)  |
| ----- | ---------------- | ---- | ----------- |
| 1     | Barnabás Bene    | HUN  | 14:22,30    |
| 2     | Dušan Markešević | SCG  | 14:24,04 PB |
| 3     | László Tóth      | HUN  | 14:25,46    |
| 4     | Andrew Vernon    | GBR  | 14:27,01    |
| 5     | Kamil Murzyn     | POL  | 14:27,18 PB |
| 6     | Andrea Lalli     | ITA  | 14:28,73 PB |
| 7     | Muğdat Öztürk    | TUR  | 14:35,80    |
| 8     | Nuno Costa       | POR  | 14:38,91    |

#### 10.000 m
| Platz | Athlet                  | Land | Zeit (min)   |
| ----- | ----------------------- | ---- | ------------ |
| 1     | Muğdat Öztürk           | TUR  | 30:10,60 PB  |
| 2     | Sziapan Rahauzou        | BLR  | 30:12,73 NJR |
| 3     | Carlos Gazapo           | ESP  | 30:24,18     |
| 4     | José España             | ESP  | 30:31,40 PB  |
| 5     | Wojciech Kopeć          | POL  | 30:35,98     |
| 6     | Riad Guerfi             | FRA  | 30:56,09 PB  |
| 7     | Murat Ertaş             | TUR  | 31:06,21     |
| 8     | Arkadiusz Gardzielewski | POL  | 31:11,98     |

#### 10.000 m Bahngehen
| Platz | Athlet               | Land | Zeit (min)  |
| ----- | -------------------- | ---- | ----------- |
| 1     | Andrei Ruzawin       | RUS  | 39:28,45 CR |
| 2     | Aleksandr Prochorow  | RUS  | 40:43,67 PB |
| 3     | Giorgio Rubino       | ITA  | 40:46,65 PB |
| 4     | Carsten Schmidt      | GER  | 41:19,82 PB |
| 5     | Dsjanis Simanowitsch | BLR  | 41:37,67 PB |
| 6     | Wadzim Ziwantschuk   | BLR  | 42:19,72 SB |
| 7     | Ingus Janevičs       | LAT  | 42:22,40    |
| 8     | Hannes Tonat         | GER  | 42:41,21    |

#### 110 m Hürden (99 cm)
| Platz | Athlet                  | Land | Zeit (s) |
| ----- | ----------------------- | ---- | -------- |
| 1     | Garfield Darien         | FRA  | 13,77    |
| 2     | Konstandinos Douvalidis | GRE  | 13,99    |
| 3     | Alexander John          | GER  | 14,10    |
| 4     | Nikolaos Filandarakis   | GRE  | 14,56    |
| 5     | João Ferreira           | POR  | 14,57    |
| 6     | Christian de la Calle   | ESP  | 14,58    |
| 7     | Yevgeniy Minenko        | ISR  | 14,62    |
|       | Samuel Coco-Viloin      | FRA  | DNF      |

#### 400 m Hürden
| Platz | Athlet                 | Land | Zeit (s)  |
| ----- | ---------------------- | ---- | --------- |
| 1     | Milan Kotur            | CRO  | 50,15 NJR |
| 2     | David Greene           | GBR  | 51,14 PB  |
| 3     | Fadil Bellaabouss      | FRA  | 51,31     |
| 4     | Balázs Molnár          | HUN  | 51,38 PB  |
| 5     | Spiridon Papadopoulos  | GRE  | 51,64 PB  |
| 6     | Konstadinos Anastasiou | GRE  | 52,16     |
| 7     | Yuriy Pelles           | ISR  | 52,29     |
| 8     | Daniël Franken         | NED  | 53,38     |

#### 3000 m Hindernis
| Platz | Athlet             | Land | Zeit (min)  |
| ----- | ------------------ | ---- | ----------- |
| 1     | Marcin Chabowski   | POL  | 8:40,88 CR  |
| 2     | Albert Minczér     | HUN  | 8:45,82 PB  |
| 3     | Andrzej Pasternak  | POL  | 8:52,31 PB  |
| 4     | Pjotr Iwanenko     | RUS  | 8:53,38 =PB |
| 5     | Mateusz Demczyszak | POL  | 8:57,24 PB  |
| 6     | Vincent Chapuis    | FRA  | 8:58,32 PB  |
| 7     | Timothée Bommier   | FRA  | 8:58,33     |
| 8     | Devis Licciardi    | ITA  | 9:01,97 PB  |

#### 4 × 100 m Staffel
| Platz | Land        | Athleten                                                             | Zeit (min) |
| ----- | ----------- | -------------------------------------------------------------------- | ---------- |
| 1     | Deutschland | Marius Sewald Christian Blum Nils Müller Daniel Schnelting           | 39,90      |
| 2     | Polen       | Mikolaj Lewanski Dariusz Kuć Radoslaw Drapala Karol Sienkiewicz      | 40,03      |
| 3     | Finnland    | Teemu Vilén Visa Hongisto Timo Salonen Niko Viiala                   | 40,29 NJR  |
| 4     | Schweiz     | Philipp Dünki Pascal Mancini David Gallay Amaru Reto Schenkel        | 40,33 NJR  |
| 5     | Litauen     | Donatas Krušinskas Rytis Sakalauskas Deividas Šeferis Justas Buragas | 40,73 NJR  |
| 6     | Frankreich  | Cédric Laurier Mickael Arminana Yannick Fix Yann Esteso              | 41,07      |
| 7     | Tschechien  | Libor Žilka Jaroslav Šmotek Michal Lehnert Tomáš Kopecký             | 41,16      |
| 8     | Spanien     | Luis Wee Sergio Mariscal David Hernández José Antonio Andújar        | 41,31      |

#### 4 × 400 m Staffel
| Platz | Land                   | Athleten                                                                     | Zeit (min)  |
| ----- | ---------------------- | ---------------------------------------------------------------------------- | ----------- |
| 1     | Vereinigtes Königreich | Richard Buck Set Osho Richard Strachan Martyn Rooney                         | 3:06,67     |
| 2     | Russland               | Aleksandr Sigalowskij Dmitrij Burjak Anton Kokorin Artjom Sergejenkow        | 3:07,19 NJR |
| 3     | Polen                  | Patryk Baranowski Pawel Dobek Ziemowit Rys Kacper Kozłowski                  | 3:09,75     |
| 4     | Frankreich             | Xavier Sorimoutou Akhenaton Silou Bruno Matos Fadil Bellaabouss              | 3:10,55     |
| 5     | Ukraine                | Igor Bodrow Oleh Myhalin Stanislaw Melnykow Dmytro Ostrowski                 | 3:10,78     |
| 6     | Deutschland            | Mark Wiebe Sebastian Schäfer Manuel Ilg Martin Grothkopp                     | 3:11,26     |
|       | Griechenland           | Vaios Klisiaris Spiridon Papadopoulos Konstadinos Anastasiou Dimitrios Regas | DSQ         |
|       | Italien                | Teo Turchi Massimiliano Quirico Emanuele Magi Claudio Licciardello           | DSQ         |

#### Hochsprung
| Platz | Athlet           | Land | Höhe (m) |
| ----- | ---------------- | ---- | -------- |
| 1     | Iwan Uchow       | RUS  | 2,23     |
| 2     | Wojciech Theiner | POL  | 2,21 PB  |
| 3     | Niki Palli       | ISR  | 2,19     |
| 4     | Martin Günther   | GER  | 2,17     |
| 4     | Siarhei Kabiak   | BLR  | 2,17 PB  |
| 6     | Iwan Ilyitschew  | RUS  | 2,17     |
| 7     | Jovan Vukičević  | SCG  | 2,14     |
| 8     | Radu Tucan       | MDA  | 2,14     |

#### Stabhochsprung
| Platz | Athlet                  | Land | Höhe (m) |
| ----- | ----------------------- | ---- | -------- |
| 1     | Dmitri Starodubzew      | RUS  | 5,50 =PB |
| 2     | Konstandinos Filippidis | GRE  | 5,45     |
| 2     | Michail Golowzow        | RUS  | 5,45 PB  |
| 4     | Artem Burja             | RUS  | 5,10     |
| 5     | Steven Lewis            | GBR  | 5,10     |
| 6     | Mateusz Didenkow        | POL  | 5,10     |
| 7     | Oleksandr Bubka         | UKR  | 5,00     |
| 8     | Wout van Wengerden      | NED  | 5,00     |

#### Weitsprung
| Platz | Athlet                        | Land | Weite (m) |
| ----- | ----------------------------- | ---- | --------- |
| 1     | Greg Rutherford               | GBR  | 8,14 NJR  |
| 2     | Sebastian Bayer               | GER  | 7,73 PB   |
| 3     | Mihail Mertzanidis-Despoteris | GRE  | 7,63      |
| 4     | Michel Tornéus                | SWE  | 7,63      |
| 5     | Yves Renaux                   | FRA  | 7,61      |
| 6     | Andrejs Maškancevs            | LAT  | 7,54      |
| 7     | Nicolas Gomont                | FRA  | 7,52      |
| 8     | Jaume Comas                   | ESP  | 7,51      |

#### Dreisprung
| Platz | Athlet               | Land | Weite (m) |
| ----- | -------------------- | ---- | --------- |
| 1     | Stevens Marie-Sainte | FRA  | 16,29 PB  |
| 2     | Schiwko Petkow       | BUL  | 15,98     |
| 3     | Dmitrij Nikonow      | RUS  | 15,84     |
| 4     | Konstantin Gens      | GER  | 15,83     |
| 5     | Benjamin Compaoré    | FRA  | 15,81     |
| 6     | Yeoryios Tsakonas    | UKR  | 15,68     |
| 7     | Marat Abbjasow       | RUS  | 15,59     |
| 8     | Jules Lechanga       | FRA  | 15,55 PB  |

#### Kugelstoßen
| Platz | Athlet           | Land | Weite (m) |
| ----- | ---------------- | ---- | --------- |
| 1     | Remigius Machura | CZE  | 20,09 NJR |
| 2     | Lajos Kürthy     | HUN  | 19,65     |
| 3     | Maksim Sidorow   | RUS  | 19,32 PB  |
| 4     | Mamuka Tugushi   | GEO  | 19,00 NJR |
| 5     | Piotr Golba      | POL  | 18,81     |
| 6     | Kamil Zbroszczyk | POL  | 18,57     |
| 7     | Péter Kovács     | HUN  | 18,25     |
| 8     | Wiktor Samoljuk  | UKR  | 18,21     |

#### Diskuswurf
| Platz | Athlet            | Land | Weite (m)    |
| ----- | ----------------- | ---- | ------------ |
| 1     | Margus Hunt       | EST  | 62,19 CR NJR |
| 2     | Lajos Kürthy      | HUN  | 59,75 SB     |
| 3     | Martin Wierig     | GER  | 59,04        |
| 4     | Mihai Grasu       | ROU  | 58,79        |
| 5     | Siarhei Rahanau   | BLR  | 57,47 PB     |
| 6     | Oleg Pirog        | RUS  | 57,42 SB     |
| 7     | Martin Richter    | GER  | 55,62        |
| 8     | Kamil Grzegorczyk | POL  | 55,22        |

#### Hammerwurf
| Platz | Athlet              | Land | Weite (m)   |
| ----- | ------------------- | ---- | ----------- |
| 1     | Kristóf Németh      | HUN  | 78,85 CR PB |
| 2     | Jewgeni Aidamirow   | RUS  | 76,73       |
| 3     | Juryj Schajunou     | BLR  | 74,78 PB    |
| 4     | Juha Kauppinen      | FIN  | 73,74       |
| 5     | Michail Lewin       | RUS  | 73,55       |
| 6     | Anatolij Posdnjakow | RUS  | 72,02       |
| 7     | Tuomas Seppänen     | FIN  | 70,95       |
| 8     | Marcel Lomnický     | SVK  | 70,49       |

#### Speerwurf
| Platz | Athlet                          | Land | Weite (m) |
| ----- | ------------------------------- | ---- | --------- |
| 1     | Jiannis Smalios                 | GRE  | 77,25 PB  |
| 2     | Alexander Vieweg                | GER  | 75,85 PB  |
| 3     | Ari Mannio                      | FIN  | 72,47     |
| 4     | Sebastian Jachimowicz-Głogowski | POL  | 70,30     |
| 5     | Fabian Heinemann                | GER  | 68,73     |
| 6     | Mikko Kankaanpää                | FIN  | 68,46 PB  |
| 7     | Paweł Roziński                  | POL  | 68,35     |
| 8     | Pontus Thomée                   | SWE  | 66,18     |

#### Zehnkampf
| Platz | Athlet              | Land | Punkte  |
| ----- | ------------------- | ---- | ------- |
| 1     | Andrej Krautschanka | BLR  | 7997 PB |
| 2     | Arthur Abele        | GER  | 7634 PB |
| 3     | Mauri Kaattari      | FIN  | 7427 PB |
| 4     | Sami Itani          | FIN  | 7285 PB |
| 5     | Arkadij Wasiljew    | RUS  | 7275    |
| 6     | Heigo Nurmsalu      | EST  | 7190 PB |
| 7     | Tero Ojala          | FIN  | 7189 PB |
| 8     | Tomasz Durasiewicz  | POL  | 7145    |

### Frauen

#### 100 m
| Platz | Athletin              | Land | Zeit (s) |
| ----- | --------------------- | ---- | -------- |
| 1     | Iwona Brzezińska      | POL  | 11,67 PB |
| 2     | Lina Grinčikaitė      | LTU  | 11,69    |
| 3     | Eleni Artymata        | CYP  | 11,74    |
| 4     | Tesdschan Naimowa     | BUL  | 11,79    |
| 5     | Marta Jeschke         | POL  | 11,86    |
| 6     | Sónia Tavares         | POR  | 11,94    |
| 7     | Maria Aurora Salvagno | ITA  | 11,96    |
| 8     | Katja Börner          | GER  | 11,99    |

#### 200 m
| Platz | Athletin                  | Land | Zeit (s) |
| ----- | ------------------------- | ---- | -------- |
| 1     | Julija Tschermoschanskaja | RUS  | 23,21    |
| 2     | Jala Gangnus              | GER  | 23,57    |
| 3     | Angela Moroșanu           | ROU  | 23,71    |
| 4     | Lina Grinčikaitė          | LTU  | 23,78    |
| 5     | Eleni Artymata            | CYP  | 23,83    |
| 6     | Iwona Brzezińska          | POL  | 24,01    |
| 7     | Tesdschan Naimowa         | BUL  | 24,02    |
| 8     | Ewelina Ptak              | POL  | 24,52    |

#### 400 m
| Platz | Athletin                | Land | Zeit (s) |
| ----- | ----------------------- | ---- | -------- |
| 1     | Danijela Grgić          | CRO  | 52,42    |
| 2     | Xenija Sadorina         | RUS  | 53,39    |
| 3     | Angela Moroșanu         | ROU  | 53,48    |
| 4     | Nadeschda Schljapnikowa | RUS  | 53,52    |
| 5     | Maris Mägi              | EST  | 54,26    |
| 6     | Gemma Nicol             | GBR  | 55,03    |
| 7     | Emma Björkman           | SWE  | 55,56    |
|       | Diana Potapowa          | RUS  | DSQ      |

#### 800 m
| Platz | Athletin                 | Land | Zeit (min) |
| ----- | ------------------------ | ---- | ---------- |
| 1     | Natalija Lupu            | UKR  | 2:02,78 PB |
| 2     | Marija Schapajewa        | RUS  | 2:03,00 SB |
| 3     | Olga Zaporjan            | MDA  | 2:03,08    |
| 4     | Larisa Arcip             | ROU  | 2:04,15 SB |
| 5     | Laura Finucane           | GBR  | 2:04,22    |
| 6     | Anschelika Schewtschenko | UKR  | 2:05,81    |
| 7     | Tazzjana Suprun          | BLR  | 2:05,94    |
| 8     | Annett Horna             | GER  | 2:08,46    |

#### 1500 m
| Platz | Athletin             | Land | Zeit (min) |
| ----- | -------------------- | ---- | ---------- |
| 1     | Morag MacLarty       | GBR  | 4:15,12 PB |
| 2     | Jekaterina Scharmina | RUS  | 4:15,46 PB |
| 3     | Azra Eminović        | SCG  | 4:15,77 PB |
| 4     | Larisa Arcip         | ROU  | 4:17,47 PB |
| 5     | Jessica Sparke       | GBR  | 4:20,21    |
| 6     | Jeļena Ština         | LAT  | 4:22,75    |
| 7     | Magdalena Deptuła    | POL  | 4:24,40    |
| 8     | Jasminka Guber       | BIH  | 4:24,76    |

#### 3000 m
| Platz | Athletin           | Land | Zeit (min) |
| ----- | ------------------ | ---- | ---------- |
| 1     | Adelina De Soccio  | ITA  | 9:20,89 SB |
| 2     | Susan Kuijken      | NED  | 9:28,45 PB |
| 3     | Barbara Maveau     | BEL  | 9:29,78    |
| 4     | Olena Makaruk      | UKR  | 9:33,74 PB |
| 5     | Ágnes Kostyál      | HUN  | 9:38,49    |
| 6     | Jasminka Guber     | BIH  | 9:43,50    |
| 7     | Rose-Anne Galligan | IRL  | 9:44,02    |
| 8     | Azra Eminović      | SCG  | 9:48,03    |

#### 5000 m
| Platz | Athletin              | Land | Zeit (min)   |
| ----- | --------------------- | ---- | ------------ |
| 1     | Emily Pidgeon         | GBR  | 16:14,71     |
| 2     | Tatjana Asorkina      | RUS  | 16:18,60     |
| 3     | Swjatlana Kudselitsch | BLR  | 16:33,07 PB  |
| 4     | Jelena Pautowa        | RUS  | 16:41,17     |
| 5     | María Sánchez         | ESP  | 16:57,99     |
| 6     | Breffni Twohig        | IRL  | 17:05,99 NJR |
| 7     | Oana Andreea Mircea   | ROU  | 17:06,66     |
| 8     | Wiktorija Charitonowa | RUS  | 17:12,27     |

#### 10.000 m Bahngehen
| Platz | Athlet            | Land | Zeit (min)      |
| ----- | ----------------- | ---- | --------------- |
| 1     | Wera Sokolowa     | RUS  | 43:11,34 WJR CR |
| 2     | Olga Suranowa     | RUS  | 45:31,49 PB     |
| 3     | Martina Gabrielli | ITA  | 46:38,53 NJR    |
| 4     | Hanna Drabenia    | BLR  | 46:56,25 PB     |
| 5     | Alena Rusak       | BLR  | 47:31,59        |
| 6     | Ann Loughnane     | IRL  | 48:21,71 NJR    |
| 7     | Klára Malíková    | SVK  | 48:50,46 PB     |
| 8     | Krisztina Kernács | HUN  | 49:06,85 PB     |

#### 100 m Hürden
| Platz | Athletin            | Land | Zeit (s) |
| ----- | ------------------- | ---- | -------- |
| 1     | Eline Berings       | BEL  | 13,41    |
| 2     | Christina Vukicevic | NOR  | 13,56 SB |
| 3     | Cindy Billaud       | FRA  | 13,65    |
| 4     | Veronica Borsi      | ITA  | 13,74    |
| 5     | Heather Jones       | GBR  | 13,77    |
| 6     | Nadine Hildebrand   | GER  | 13,88    |
| 7     | Anne-Kathrin Elbe   | GER  | 13,97    |
| 8     | Piia Roslund        | FIN  | 14,00    |

#### 400 m Hürden
| Platz | Athletin              | Land | Zeit (s)     |
| ----- | --------------------- | ---- | ------------ |
| 1     | Zuzana Hejnová        | CZE  | 55,89 CR NJR |
| 2     | Jekaterina Kostezkaja | RUS  | 55,89 =CR    |
| 3     | Julija Bytschkowa     | RUS  | 58,12 PB     |
| 4     | Sara Slott Petersen   | DEN  | 58,85        |
| 5     | Sandra Mazan          | POL  | 58,87 PB     |
| 6     | Nikolina Horvat       | CRO  | 59,15 NJR    |
| 7     | Edyta Pura            | POL  | 59,37        |
| 8     | Caitriona Cuddihy     | IRL  | 62,47        |

#### 3000 m Hindernis
| Platz | Athletin          | Land | Zeit (min)   |
| ----- | ----------------- | ---- | ------------ |
| 1     | Poļina Jeļizarova | LAT  | 10:12,82     |
| 2     | Ancuța Bobocel    | ROU  | 10:14,29     |
| 3     | Susi Lutz         | GER  | 10:14,96 PB  |
| 4     | Linda Byrne       | IRL  | 10:21,00 NJR |
| 5     | Julia Hiller      | GER  | 10:24,03     |
| 6     | Natalia Jarawka   | POL  | 10:24,35 PB  |
| 7     | Oksana Juravel    | MDA  | 10:35,37     |
| 8     | Joanna Drobiec    | POL  | 10:37,86     |

#### 4 × 100 m Staffel
| Platz | Land                   | Athleten                                                                    | Zeit (min) |
| ----- | ---------------------- | --------------------------------------------------------------------------- | ---------- |
| 1     | Polen                  | Agnieszka Ceglarek Marika Popowicz Marta Jeschke Iwona Brzezińska           | 44,65      |
| 2     | Russland               | Juna Mechti-Sade Natalja Daschina Julija Kaschina Julija Tschermoschanskaja | 44,70      |
| 3     | Frankreich             | Christelle Monne Nelly Banco Symphora Béhi Céline Distel                    | 44,79      |
| 4     | Italien                | Claudia Pacini Maria Aurora Salvagno Giulia Arcioni Veronica Borsi          | 44,81      |
| 5     | Vereinigtes Königreich | Johnelle Gibbons Joey Duck Lucy Sargent Joscelynn Hopeson                   | 45,24      |
| 6     | Litauen                | Natalija Valetova Lina Andrijauskaitė Sonata Tamošaitytė Lina Grinčikaitė   | 45,47 NJR  |
| 7     | Schweden               | Siri Fagerlund Maria Teilman Evelina Lunner Nina Törnquist                  | 46,26      |
| 8     | Spanien                | Shannon García Silvia Riba Patricia Sanmartín Marián Garrantxo              | 46,77      |

#### 4 × 400 m Staffel
| Platz | Land                   | Athleten                                                                       | Zeit (min)  |
| ----- | ---------------------- | ------------------------------------------------------------------------------ | ----------- |
| 1     | Russland               | Xenija Kusnezowa Xenija Sadorina Nadeschda Schljapnikowa Jekaterina Kostezkaja | 3:32,63     |
| 2     | Deutschland            | Wiebke Ullmann Désirée Meyer Julia Müller-Foell Janin Lindenberg               | 3:36,63     |
| 3     | Ukraine                | Oleksandra Peytschewa Anschelika Schewtschenko Natalija Lupu Xenija Karandjuk  | 3:36,64 NJR |
| 4     | Polen                  | Barbara Jurowska Edyta Pura Danuta Młynarczyk Ernesta Tomza                    | 3:37,12     |
| 5     | Vereinigtes Königreich | Gemma Nicol Katie Flower Henrietta Kodilinye-Sims Laura Finucane               | 3:39,26     |
| 6     | Schweden               | Louise Martin Emma Björkman Jenny Holmroos Sofie Persson                       | 3:39,77 NJR |
| 7     | Frankreich             | Clarisse Moh Myriam Soumaré Fatima Sountoura Marie-Angélique Lacordelle        | 3:40,53     |
|       | Rumänien               | Cristina Banyai Ioana Banut Anamaria Ioniță Angela Moroșanu                    | DNF         |

#### Hochsprung
| Platz | Athletin           | Land | Höhe (m) |
| ----- | ------------------ | ---- | -------- |
| 1     | Swetlana Schkolina | RUS  | 1,91     |
| 2     | Julia Straub       | GER  | 1,87 PB  |
| 3     | Iryna Kowalenko    | UKR  | 1,85     |
| 4     | Øyunn Mogstad      | NOR  | 1,82     |
| 4     | Irina Gordejewa    | RUS  | 1,82     |
| 6     | Oldřiška Marešová  | CZE  | 1,82     |
| 7     | Kamila Stepaniuk   | POL  | 1,82     |
| 8     | Magdalena Drop     | POL  | 1,82     |

#### Stabhochsprung
| Platz | Athletin               | Land | Höhe (m) |
| ----- | ---------------------- | ---- | -------- |
| 1     | Silke Spiegelburg      | GER  | 4,35     |
| 2     | Swjatlana Makarewitsch | BLR  | 4,20 NJR |
| 3     | Elena Scarpellini      | ITA  | 4,15 NJR |
| 4     | Jiřina Ptáčníková      | CZE  | 4,10 PB  |
| 5     | Chloé Mourand          | FRA  | 4,05     |
| 6     | Enikõ Erõs             | HUN  | 4,00 PB  |
| 7     | Nikoleta Kyriakopoulou | GRE  | 4,00     |
| 8     | Miina Kenttä           | FIN  | 4,00 PB  |

#### Weitsprung
| Platz | Athletin            | Land | Weite (m) |
| ----- | ------------------- | ---- | --------- |
| 1     | Denisa Ščerbová     | CZE  | 6,57 SB   |
| 2     | Amy Harris          | GBR  | 6,35 PB   |
| 3     | Anna Nasarowa       | RUS  | 6,31 SB   |
| 4     | Tetjana Djatschenko | UKR  | 6,28      |
| 5     | Sandra Chukwu       | POL  | 6,20      |
| 6     | Nadine Jacobs       | GER  | 6,20 PB   |
| 7     | Cornelia Deiac      | ROU  | 6,19      |
| 8     | Eleni Maslygga      | GRE  | 6,02      |

#### Dreisprung
| Platz | Athletin            | Land | Weite (m) |
| ----- | ------------------- | ---- | --------- |
| 1     | Tetjana Djatschenko | UKR  | 14,04 NJR |
| 2     | Cristina Bujin      | ROU  | 13,72 PB  |
| 3     | Lilija Kulyk        | UKR  | 13,42 PB  |
| 4     | Elina Sorsa         | FIN  | 13,40     |
| 5     | Jekaterina Kajukowa | RUS  | 13,04     |
| 6     | Alexandra Zelenina  | MDA  | 12,99     |
| 7     | Vanessa Alesiani    | ITA  | 12,84     |
| 8     | Andriana Banowa     | BUL  | 12,75     |

#### Kugelstoßen
| Platz | Athletin             | Land | Weite (m) |
| ----- | -------------------- | ---- | --------- |
| 1     | Denise Hinrichs      | GER  | 17,55 PB  |
| 2     | Irina Tarassowa      | RUS  | 16,10 PB  |
| 3     | Magdalena Sobieszek  | POL  | 16,24     |
| 4     | Melissa Boekelman    | NED  | 15,86     |
| 5     | Radoslawa Mawrodiewa | BUL  | 15,72     |
| 6     | Agnieszka Bronisz    | POL  | 15,68     |
| 7     | Josephine Terlecki   | GER  | 15,63     |
| 8     | Martina Zaťková      | SVK  | 15,31     |

#### Diskuswurf
| Platz | Athletin          | Land | Weite (m) |
| ----- | ----------------- | ---- | --------- |
| 1     | Kristina Gehrig   | GER  | 50,60     |
| 2     | Liliana Cá        | POR  | 49,69     |
| 3     | Maryna Jakimawa   | BLR  | 49,31     |
| 4     | Giedrė Aleknaitė  | LTU  | 47,24     |
| 5     | Agnieszka Bronisz | POL  | 46,85     |
| 6     | Anna Kasprzak     | POL  | 45,97     |
| 7     | Sanna Kämäräinen  | FIN  | 45,24     |
| 8     | Katalin Császár   | HUN  | 45,19     |

#### Hammerwurf
| Platz | Athletin             | Land | Weite (m) |
| ----- | -------------------- | ---- | --------- |
| 1     | Noémi Németh         | HUN  | 63,70     |
| 2     | Valentina Srša       | CRO  | 63,12 SB  |
| 3     | Laura Gibilisco      | ITA  | 62,58     |
| 4     | Melanie Motzenbäcker | GER  | 61,08     |
| 5     | Georgiana Artenie    | ROU  | 58,94     |
| 6     | Iryna Nowoschylowa   | UKR  | 58,40     |
| 7     | Dóra Lévai           | HUN  | 58,23     |
| 8     | Ivett Iván           | HUN  | 56,54     |

#### Speerwurf
| Platz | Athletin             | Land | Weite (m) |
| ----- | -------------------- | ---- | --------- |
| 1     | Marija Abakumowa     | RUS  | 57,11     |
| 2     | Maria Zerva          | GRE  | 56,47     |
| 3     | Sandra Schaffarzik   | GER  | 55,49 SB  |
| 4     | Maryna Buxa          | BLR  | 52,57     |
| 5     | Berna Demirci        | TUR  | 52,07     |
| 6     | Panayiota Touloumtzi | GRE  | 51,38     |
| 7     | Marharyta Doroschon  | UKR  | 50,93     |
| 8     | Bregje Crolla        | NED  | 49,68     |

#### Siebenkampf
| Platz | Athletin            | Land | Punkte   |
| ----- | ------------------- | ---- | -------- |
| 1     | Jessica Ennis       | GBR  | 5891 NJR |
| 2     | Julia Mächtig       | GER  | 5830 PB  |
| 3     | Ksenija Balta       | EST  | 5747 NJR |
| 4     | Nadeschda Sergejewa | RUS  | 5740     |
| 5     | Bregje Crolla       | NED  | 5554 PB  |
| 6     | Ida Marcussen       | NOR  | 5415 PB  |
| 7     | Liane Weber         | GER  | 5392 PB  |
| 8     | Ellen Sprunger      | SUI  | 5246     |

## Abkürzungen
- WR = Weltrekord
- WU20R = U20-Weltrekord
- OR = olympischer Rekord
- YOR = olympischer Jugendrekord
- AR = Kontinentalrekord
- AU20R = U20-Kontinentalrekord
- NR = nationaler Rekord
- NU20R = nationaler U20-Rekord
- CR = Meisterschaftsrekord
- MR = Veranstaltungsrekord
- WB = Weltbestleistung
- WU20B = U20-Weltbestleistung
- WU18B = U18-Weltbestleistung
- AB = Kontinentalbestleistung
- AU20B = U20-Kontinentalbestleistung
- AU18B = U18-Kontinentalbestleistung
- NB = nationale Bestleistung
- NU20B = nationale U20-Bestleistung
- NU18B = nationale U18-Bestleistung
- PB = persönliche Bestleistung
- SB = persönliche Saisonbestleistung
- QB = Qualifikationsbestleistung
- WL = Weltjahresbestleistung
- WU20L = U20-Weltjahresbestleistung
- WU18L = U18-Weltjahresbestleistung
- DSQ = disqualifiziert (engl. Disqualified)
- DNS = Wettkampf nicht angetreten (engl. Did Not Start)
- DNF = Wettkampf nicht beendet (engl. Did Not Finish)

## Medaillenspiegel
| Medaillenspiegel (Endstand nach 44 Entscheidungen) | Medaillenspiegel (Endstand nach 44 Entscheidungen) | Medaillenspiegel (Endstand nach 44 Entscheidungen) | Medaillenspiegel (Endstand nach 44 Entscheidungen) | Medaillenspiegel (Endstand nach 44 Entscheidungen) | Medaillenspiegel (Endstand nach 44 Entscheidungen) |
| Platz                                              | Land                                               | Gold                                               | Silber                                             | Bronze                                             | Gesamt                                             |
| -------------------------------------------------- | -------------------------------------------------- | -------------------------------------------------- | -------------------------------------------------- | -------------------------------------------------- | -------------------------------------------------- |
| 1                                                  | Russland                                           | 8                                                  | 12                                                 | 4                                                  | 24                                                 |
| 2                                                  | Vereinigtes Königreich                             | 6                                                  | 5                                                  | 3                                                  | 14                                                 |
| 3                                                  | Deutschland                                        | 5                                                  | 7                                                  | 4                                                  | 16                                                 |
| 4                                                  | Ungarn                                             | 3                                                  | 3                                                  | 1                                                  | 7                                                  |
| 5                                                  | Polen                                              | 3                                                  | 2                                                  | 4                                                  | 9                                                  |
| 6                                                  | Kroatien                                           | 3                                                  | 1                                                  | 0                                                  | 4                                                  |
| 7                                                  | Tschechien                                         | 3                                                  | 0                                                  | 0                                                  | 3                                                  |
| 8                                                  | Frankreich                                         | 2                                                  | 0                                                  | 3                                                  | 5                                                  |
| 8                                                  | Ukraine                                            | 2                                                  | 0                                                  | 3                                                  | 5                                                  |
| 10                                                 | Griechenland                                       | 1                                                  | 3                                                  | 2                                                  | 6                                                  |
| 11                                                 | Belarus                                            | 1                                                  | 2                                                  | 3                                                  | 6                                                  |
| 12                                                 | Italien                                            | 1                                                  | 1                                                  | 4                                                  | 6                                                  |
| 13                                                 | Irland                                             | 1                                                  | 1                                                  | 0                                                  | 2                                                  |
| 14                                                 | Belgien                                            | 1                                                  | 0                                                  | 1                                                  | 2                                                  |
| 14                                                 | Estland                                            | 1                                                  | 0                                                  | 1                                                  | 2                                                  |
| 16                                                 | Lettland                                           | 1                                                  | 0                                                  | 0                                                  | 1                                                  |
| 16                                                 | Schweden                                           | 1                                                  | 0                                                  | 0                                                  | 1                                                  |
| 16                                                 | Türkei                                             | 1                                                  | 0                                                  | 0                                                  | 1                                                  |
| 19                                                 | Rumänien                                           | 0                                                  | 2                                                  | 2                                                  | 4                                                  |
| 20                                                 | Serbien und Montenegro                             | 0                                                  | 1                                                  | 1                                                  | 2                                                  |
| 21                                                 | Bulgarien                                          | 0                                                  | 1                                                  | 0                                                  | 1                                                  |
| 21                                                 | Litauen                                            | 0                                                  | 1                                                  | 0                                                  | 1                                                  |
| 21                                                 | Niederlande                                        | 0                                                  | 1                                                  | 0                                                  | 1                                                  |
| 21                                                 | Norwegen                                           | 0                                                  | 1                                                  | 0                                                  | 1                                                  |
| 21                                                 | Portugal                                           | 0                                                  | 1                                                  | 0                                                  | 1                                                  |
| 26                                                 | Finnland                                           | 0                                                  | 0                                                  | 3                                                  | 3                                                  |
| 27                                                 | Israel                                             | 0                                                  | 0                                                  | 1                                                  | 1                                                  |
| 27                                                 | Moldau                                             | 0                                                  | 0                                                  | 1                                                  | 1                                                  |
| 27                                                 | Spanien                                            | 0                                                  | 0                                                  | 1                                                  | 1                                                  |
| 27                                                 | Zypern                                             | 0                                                  | 0                                                  | 1                                                  | 1                                                  |
| 30                                                 | Gesamt                                             | 44                                                 | 45                                                 | 43                                                 | 132                                                |